# SS Potsdam (1900)

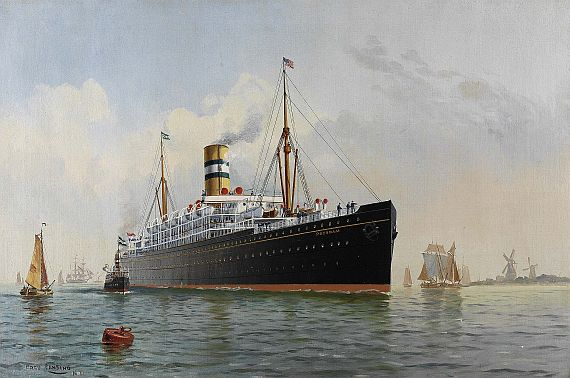
Ilustración del SS Postdam.

El SS Potsdam fue un transatlántico neerlandés construido en 1900 en los astilleros de Blohm + Voss en Hamburgo, Alemania para la compañía naviera Holland America Line (HAL), para dar servicio transatlántico entre Róterdam y Nueva York. Era el barco más grande operado por la naviera holandesa en aquel momento.
En 1915 el barco fue vendido a la recientemente fundada compañía sueca Swedish American Line, siendo rebautizado SS Stockholm para dar servicio transatlántico entre Goteborg y Nueva York. En 1929, fue vendido de nuevo a intereses noruegos y convertido a barco ballenero SS Solglimt. Tras la invasión alemana de Noruega en 1940, el Solglimt fue capturado por la Kriegsmarine, siendo transferido a la Primera Compañía Ballenera alemana tras rebautizarlo como SS Sonderburg.
El Sonderburg fue desguazado por las tropas alemanas en 1944 para bloquear la entrada al puerto de Cherburgo. En 1946 fue parcialmente demolido para abrir la entrada al puerto, mientras que los restos finales fueron remolcados al Reino Unido en 1947 para ser desmantelados.